# Oberland bernès
L'Oberland bernès (Berner Oberland (alemany) Oberland bernois (francès) terres altes de Berna) és la part més alta del cantó de Berna, Suïssa. Se situa a l'extrem sud del cantó. La zona al voltant dels llacs de Thun i de Brienz, i les valls dels Alps de Berna.
La bandera de l'Oberland bernès consisteix en una àguila negre en camp d'or (en referència a l'antic estatus de la regió com reichsfrei), sobre dos camps en els colors cantonals de vermell i negre.
El dialecte alemany suís parlat a l'Oberland bernès és alt alamànic, que contrasta amb l'alt alamànic bernès que es parla a Berna i la part nord del cantó.
L'Oberland és una de les cinc regions o subdivisions administratives del cantó de Berna.
Durant el periòde de la República Helvètica (1798-1803), l'Oberland bernès havia estat un cantó independent (Cantó de l'Oberland).

## Geografia

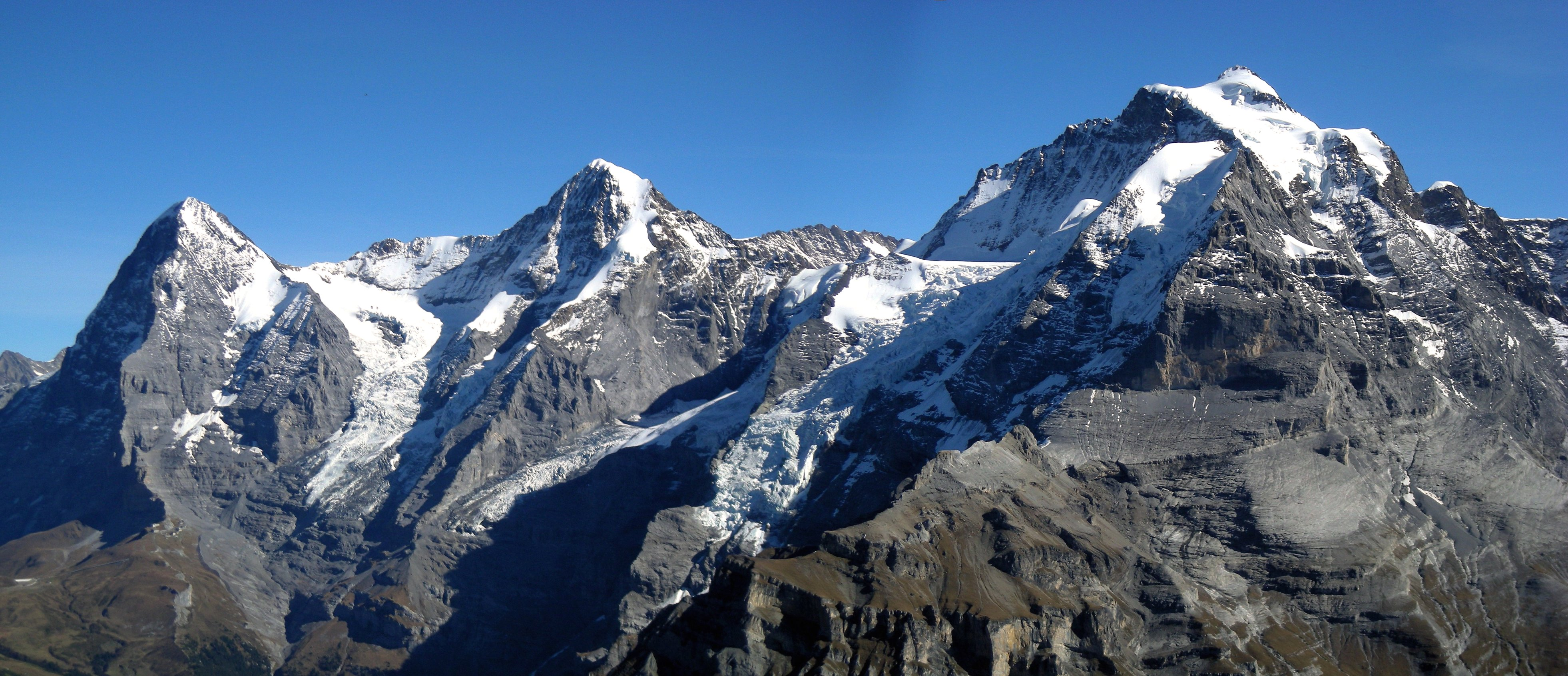
Eiger, Mönch i Jungfrau

L'Oberland comprèn la part alta de la vall de l'Aar amb les valls laterals de Hasli, Lütschinen, Kander, Simmen i Saane, així com les vall de la riba dels llacs de Thun i de Brienz.
Constitueix la part nord dels Alps Bernesos i la vora oest dels Alps d'Uri dins del cantó de Berna. La muntanya més alta dels Alps Bernesos és el Finsteraarhorn a 4.274 msnm, però els cims més coneguts popularment són l'Eiger, el Mönch i la Jungfrau.
Està separat del Unterland bernès per diverses serralades prealpines que inclouen el Stockhorn, el Sigriswiler Rothorn, el Hohgant i el Brienzer Rothorn.

## Divisió administrativa

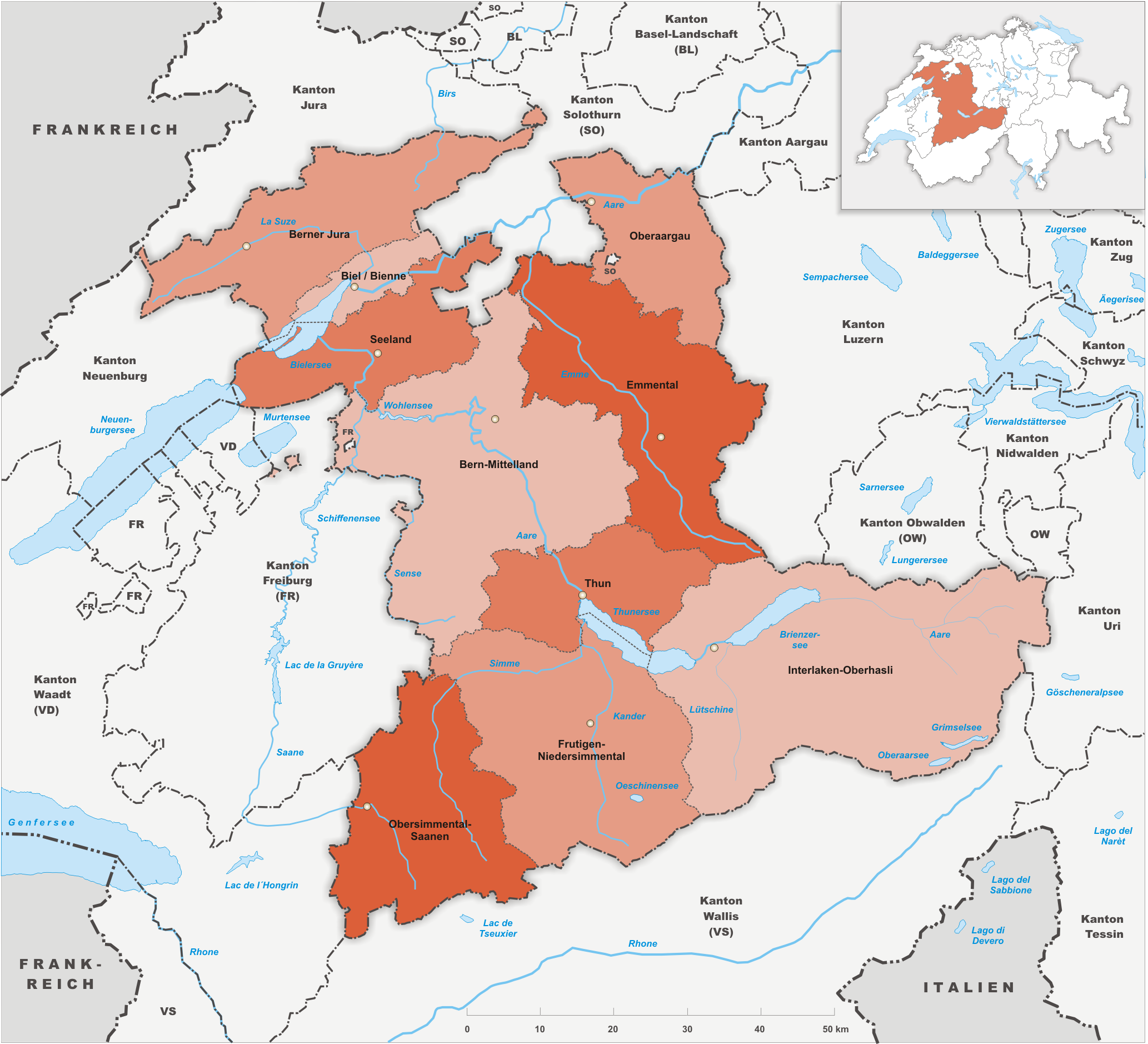
Mapa dels nous districtes del cantó de Berna

Des de 2010, l'Oberland inclou quatre dels vint-i-dos districtes administratius del Cantó de Berna:
- Districte administratiu de Thun
- Districte administratiu de l'Obersimmental-Saanen
- Districte administratiu de Frutigen-Niedersimmental
- Districte administratiu d'Interlaken-Oberhasli

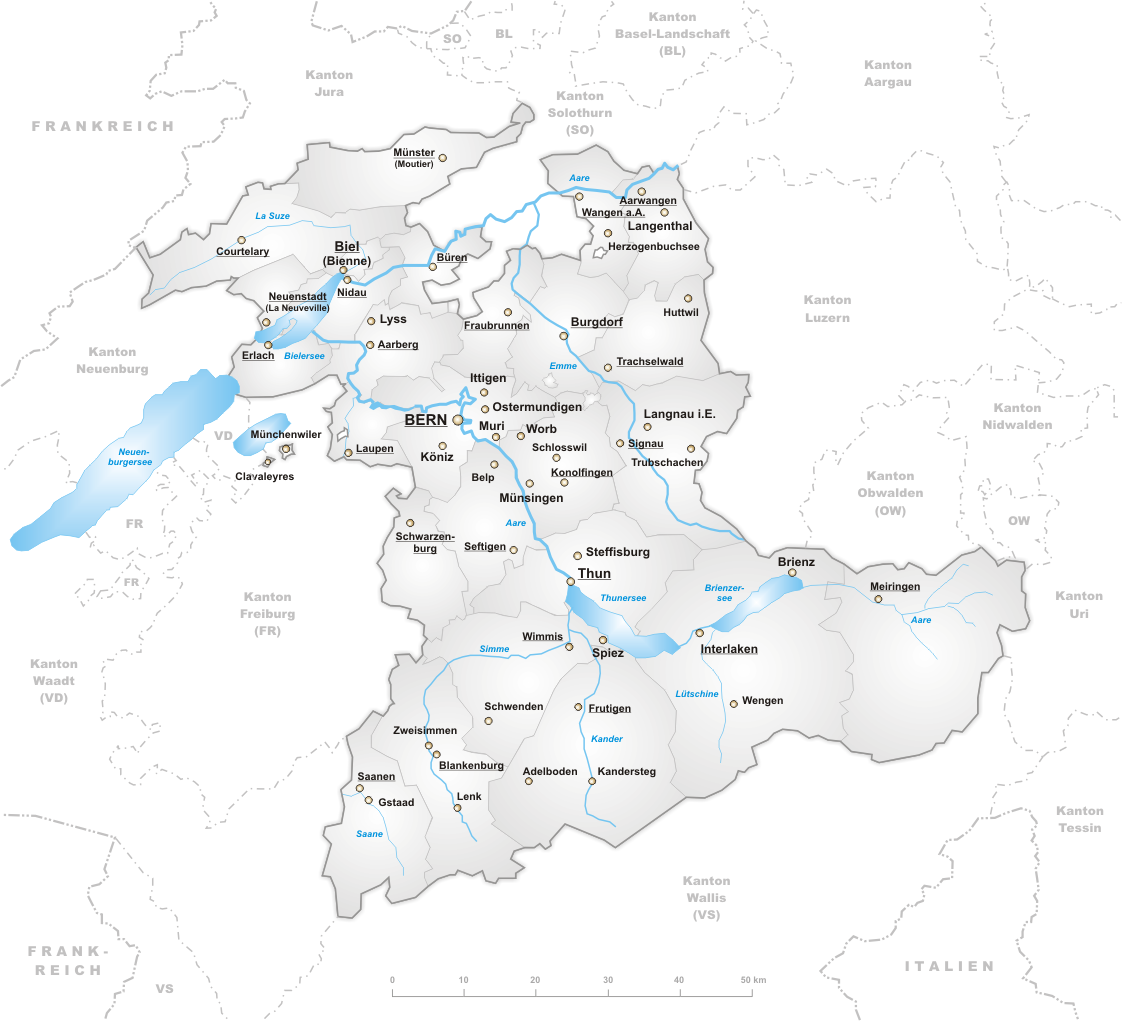
Districtes del cantó de Berna

Abans de 2010, l'Oberland consistia en els següents districtes del Cantó de Berna:
- Districte de Thun
- Districte d'Interlaken
- Districte d'Oberhasli
- Districte de Frutigen
- Districte d'Obersimmental
- Districte de Niedersimmental
- Districte de Saanen

## Turisme
L'Oberland bernès inclou destinacions conegudes com:
- Gstaad-Saanenland
- Lenk/Simmental
- Adelboden-Frutigen
- Llac de Thun
- Lötschberg
- Interlaken
- Wengen/Mürren/Lauterbrunnental
- Grindelwald
- Haslital

- Obersteinberg a l'Oberland bernès
- Llac de Thun
- Alps Bernesos des de Grindelwald
- Vall de Lauterbrunnen